# Demonax kanoi
Demonax kanoi là một loài bọ cánh cứng trong họ Cerambycidae.